# Magyarpeterd
Magyarpeterd (románul Petreștii de Jos) település Romániában, Kolozs megyében, az azonos nevű község központja. A Tordai-hasadék északi kijáratánál fekszik.

## Fekvése
Tordától északnyugatra, a Hesdát-patak melletti úton fekvő település.

## Története
Magyarpeterd, Peterd Árpád-kori település, mely a Hont-Pázmány nemzetség birtokai közé tartozott. 1278-ban  már történt rá utalás az oklevelekben, mikor Marcellus fia Mykou az erdélyi részeken lévő Hasadad nevű földből őt illető részt elcserélte a Berettyó melletti Fancsikával (Er I. 360); 1285-ben pedig {Suki} János vásárolt [Fenes nevű?] birtokuknak a Fenös [patak] melletti felső [!] részét, ahol Szent László tiszteletére emelt templom állt, magának tartotta meg, rokonainak: Demeternek és Domokosnak pedig átengedte annak Hasadath nevű alsó [!] részét; 1294-ben pedig III. András király előtt Felicián comes fia Fancsika jelentette ki, hogy Peturd Hasadata nevű birtokuk felét önként átengedték rokonaiknak: Marthuleus comes fiainak: Myko magissternek és Chepannak.
Ezt a földet korábbi birtokmegosztásuk előtt Felicián comes fiai birtokolták, mert Myko magister és Chepan az említett osztozás során Fancsika nevű földet kapta helyette. A felek Peturdhasadata földet idegeneknek nem adhatják el, hanem csak egymásnak. 1297-ben ismét említve volt t. Peturd Hasadata vocata néven.
1304-ben a Hont-Pázmány nemzetségbeli Martaleus fia Mikou magister és ennek fia, Miklós megosztoznak örökölt birtokaikon; köztük az erdélyi részeken fekvő Hasadath birtokon (An 1: 598).
1310-ben Peterdy-i Fanchika magister fia Dénes nemes volt említve, aki a szomszéd Zarka föld {Szentkirály körül} határjárásához volt hivatalos.
1480, 1490-ben Hosdádtorok, Fancsikapataka a Peterdi, Várfalvi, Tordai ~ Tordai Szalai, Kecseti, Upponi, Székely, Peterdi Fancsika és más köznemesek birtoka volt.
1450-ben Szentmihályfalvi Györgyné: néhai Petherd-i László leánya Ilona Petherd-i István elleni pere szerepelt egy okiratban a három Petherd, Felsőegres, Koppánd ősi és zálogos birtokból neki járó részekkel kapcsolatosan.
1482-ben Szucsáki Macskási Gergely és felesége: Petherd-i néhai Fancsika Miklós leánya Katalin leánya: Dorottya – nevezett Dorottya leánya Ilona nevében is – 
néhai Fancsika Pálnak a két román Petherd-en (in utraque Petherd Wolahalibus) és a magyar Petherd-en (in Petherd Hungaricali) levő birtokrésze harmadának azt a negyedét, amely nevezett Dorottyát anyja jussán illeti, 100 arany Ft-ért eladta Petherd-i néhai István fia Jánosnak.
1483-ban Petherd-i Fancsika Fóris Alsóegres, Indal, Magyarpetherd, Középsőoláhpeterd és Felsőoláhpeterd birtokbeli részeit 62 Ft-ban zálogba adta Indali Kis Istvánnak.

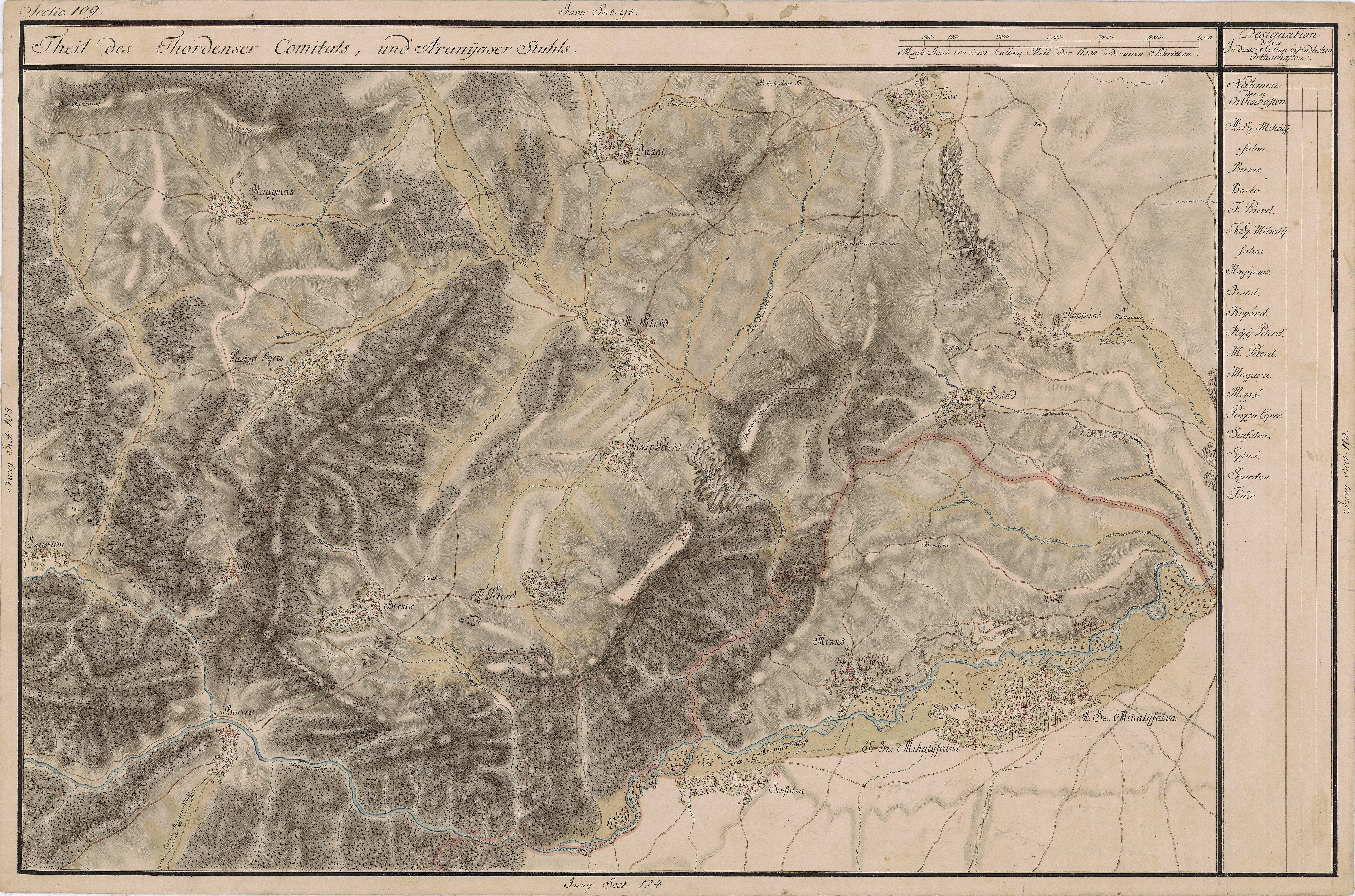
Magyarpeterd egy régi térképen

Későbbi névváltozatai:1332: sacerdos de Peturd, 1407-ben in Peterd hungaricali, 1480-ban piscine in p-e Magyarpetherd in valle Hosdadthoroka, 1505-ben p. Magyar Petherd, 1415, 1417-ben Hasdát, Királyerdeje, Remetekapu, Dereszkelősvölgy, 1587-ben Peterd cum Zarkad, 1733-ban 
Magyar-Peterd, 1808-ban Peterd (Magyar-), Petridul-ungureszk, 1913-ban Magyarpeterd.
1850-ben 2647 lakosából 2582 román, 14 magyar, 14 zsidó és 37 roma volt. 1992-ben a 2166 lakos nemzetiségi megoszlása a következő képet  mutatta: 2094 román, 5 magyar, 67 roma.